# Morcles
Morcles (toponimo francese) è una frazione del comune svizzero di Lavey-Morcles, nel Canton Vaud (distretto di Aigle).

## Storia
Già comune autonomo, nel 1852 è stato accorpato all'altro comune soppresso di Lavey per formare il nuovo comune di Lavey-Morcles.

## Società

### Evoluzione demografica
L'evoluzione demografica è riportata nella seguente tabella:
Abitanti censiti

## Amministrazione
Ogni famiglia originaria del luogo fa parte del cosiddetto comune patriziale e ha la responsabilità della manutenzione di ogni bene ricadente all'interno dei confini della frazione.